# Wieżowiec PKP S.A. w Łodzi
Wieżowiec PKP S.A. – budynek znajdujący się przy ul. Tuwima 28. Powstał w latach 70. na obszarze przeznaczonym na tzw. centrum biurowe. Ma 62 metry wysokości (a łącznie z antenami ok. 80 m) i liczy 17 kondygnacji (w tym 15 użytkowych i 2 techniczne). Biurowiec jest siedzibą Polskich Kolei Państwowych.
Budynek za sprawą swojego specyficznego kształtu często potocznie nazywany jest Żyletą.